# Conrad Klemm
Conrad Klemm (Zurigo, 3 luglio 1925 – Lugano, 6 gennaio 2010) è stato un flautista svizzero, nonché uno dei maestri di flauto più insigni del XX secolo.

## Biografia
In tenera età si trasferì a Winterthur e a nove anni iniziò a studiare al Conservatorio della città elvetica sotto la guida di André Jaunet.
Si diplomò in flauto nel 1945 e studiò poi presso il conservatorio di Parigi con Marcel Moyse, virtuoso flautista e didatta francese. Terminati gli studi a Parigi nel 1951, vincendo il primo premio al concorso finale, si trasferì a Roma, dove divenne il primo flauto nell'Orchestra dell'Accademia Nazionale di Santa Cecilia, nella quale rimase fino 1975.
Si è esibito come solista sia in Europa, che nel resto del mondo, affiancando però all'attività artistica l'insegnamento del flauto, che svolse sia al Conservatorio di Winterthur, che in Italia presso famose istituzioni musicali. Divulgò il metodo Alexander, consistente in una tecnica di rilassamento assai importante per i flautisti.
Nel corso della sua carriera di insegnante ha formato un vasto numero di strumentisti e molti dei più importanti flautisti odierni. È sepolto a Lugano, a Breganzona, dove ha vissuto negli ultimi anni con la moglie Serena Klemm e i figli Riccardo Klemm e Lorenzo Klemm. Il sito ufficiale è www.conradklemm.ch